# Karol Mikolasch

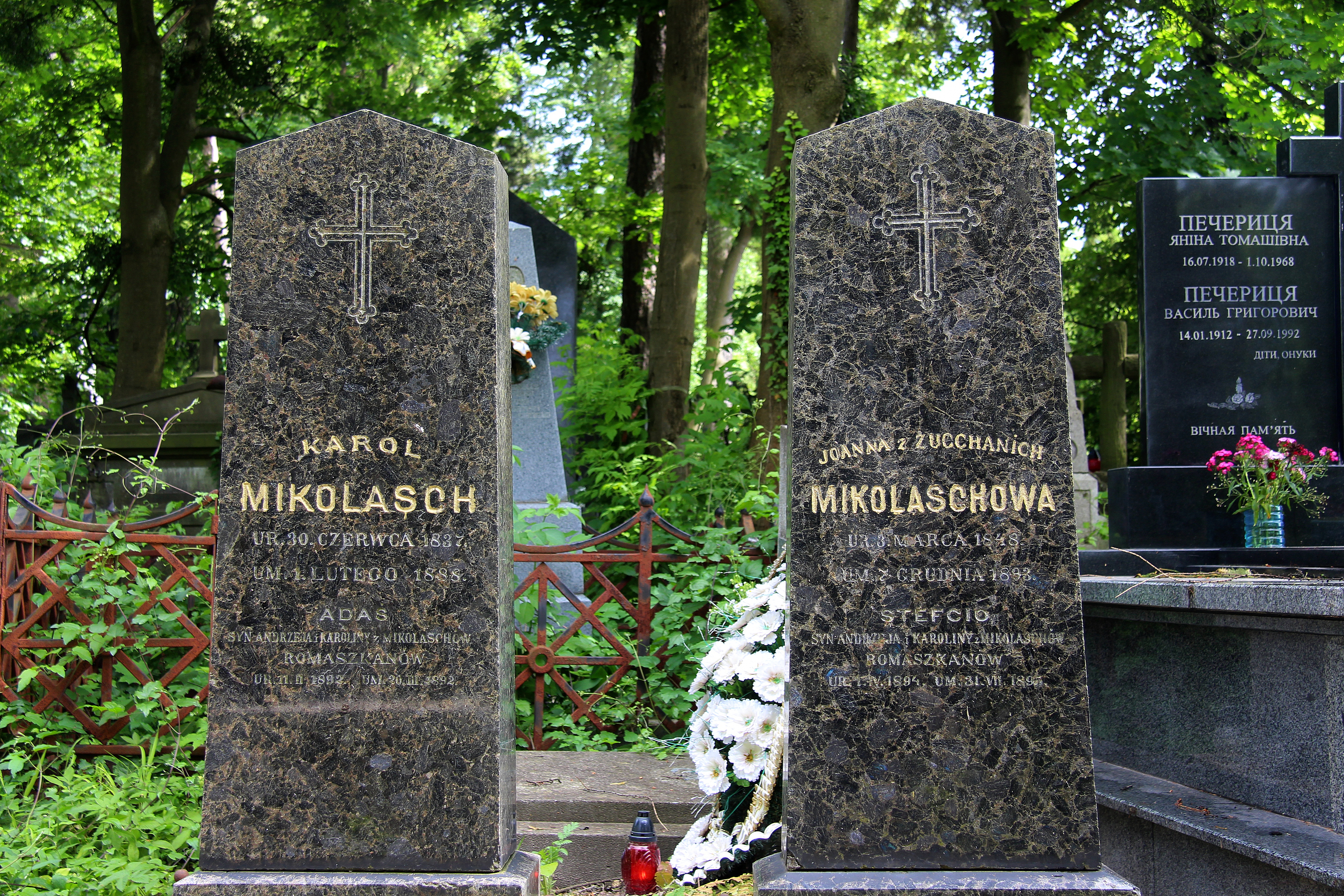

Karol Henryk Mikolasch (ur. w styczniu 1837 we Lwowie, zm. 1 lutego 1888 tamże) – polski farmaceuta związany ze Lwowem.
Jego ojcem był Piotr Mikolasch (1805-1873), który założył aptekę "Pod Złotą Gwiazdą", gdzie pracowali Jan Zeh i Ignacy Łukasiewicz. Karol Henryk Mikolasch studiował farmację na Uniwersytecie Lwowskim, w 1858 otrzymał tytuł magistra. Równocześnie pobierał nauki gry na fortepianie, był w późniejszych czasach członkiem lwowskiego Towarzystwa Muzycznego. Po ukończeniu nauki na Uniwersytecie wyjechał do Francji, gdzie studiował nauki przyrodnicze na Sorbonie, kontynuował naukę w Niemczech. Po powrocie do rodzinnego miasta prowadził rodzinną firmę, w 1868 należał do grupy założycieli Galicyjskiego Towarzystwa Farmaceutycznego, a następnie był jego pierwszym prezesem. Od 1877 był starszym Związku Aptekarzy we Lwowie, reprezentował ten związek na konferencji w Wiedniu. Równocześnie wykładał na Wydziale Farmacji Uniwersytetu Lwowskiego, stworzył bogato wyposażoną bibliotekę farmaceutyczną.
Poza pracą farmaceuty udzielał się jako działacz samorządowy, był kolekcjonerem dzieł sztuki, wspierał finansowo zdolnych, niezamożnych studentów. 
Bratem Karola Henryka był Juliusz Mikolasch, a synem Henryk Mikolasch - wybitny polski fotograf.